# Bahram I.

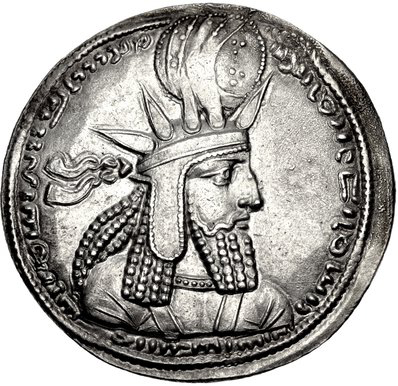
Münze Bahrams I. (mit sassanidischer Krone)

Bahram I. (persisch بهرام Bahrām [bæɦˈrɔːm]; † 276) war von 273 bis 276 persischer Großkönig.

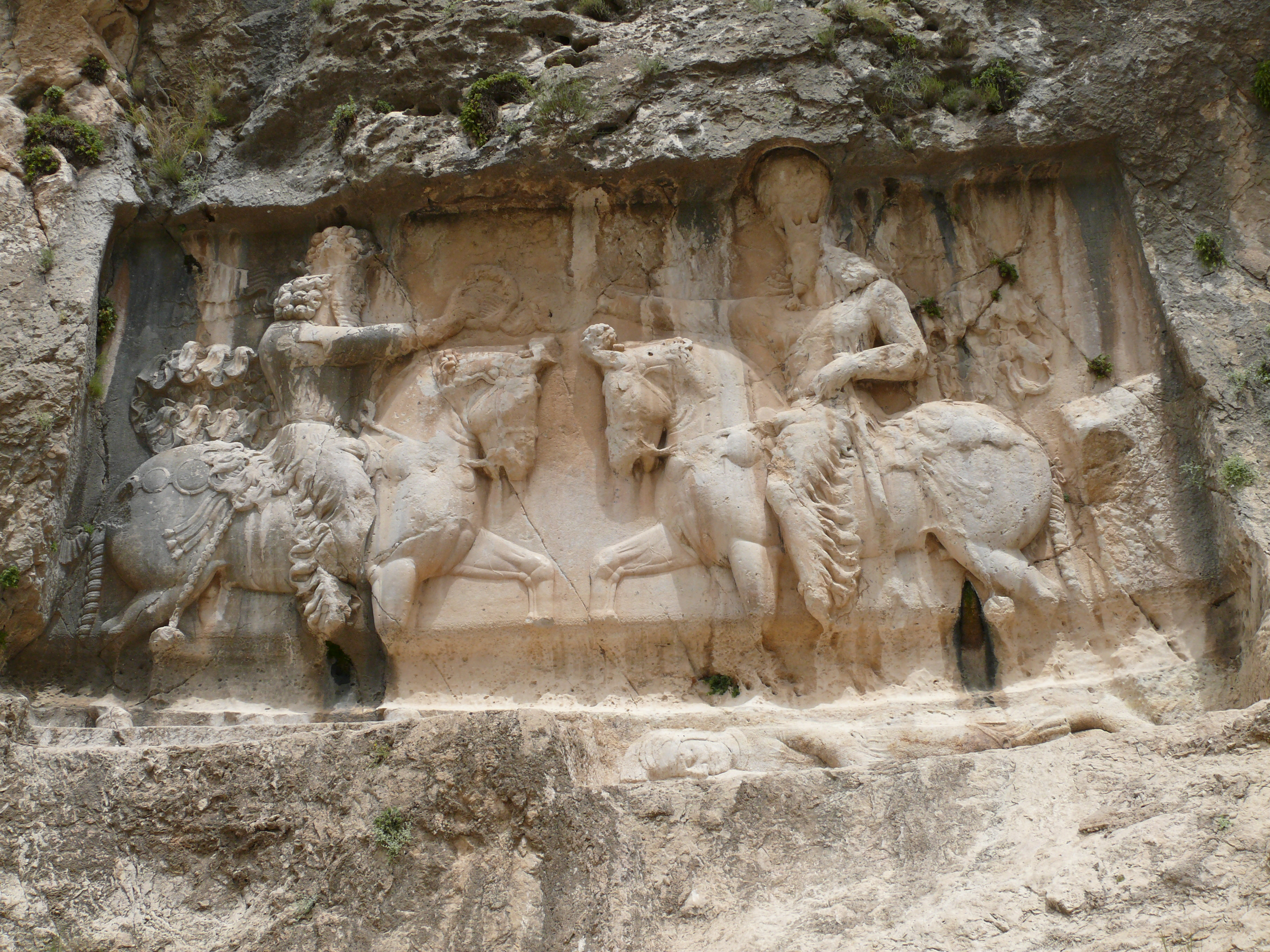
Relief Bahrams I. in Bischapur

Bahram war ein Sohn des Großkönigs Schapur I., der ihn mit der Verwaltung der Provinz Gelan betraute. Nach dem Tod seines Bruders Hormizd I. übernahm Bahram (genannt auch Bahrām-i Ōrmuzd) 273 die Herrschaft über das Sassanidenreich, allerdings ist die Chronologie seiner Regierungszeit umstritten. Sein Bruder Narseh, der von Schapur I. eigentlich als Nachfolger von Hormizd vorgesehen gewesen war, hatte hingegen das Nachsehen.
Um seinen umstrittenen Herrschaftsanspruch zu stützen, sah sich Bahram anscheinend gezwungen, eng mit Teilen des Adels und des zoroastrischen Klerus zu kooperieren. Bahram bestätigte die Ehrungen, die sein Bruder Hormizd dem mobad (Priester) Katir, dem Erneuerer des Zoroastrismus, zuteilwerden ließ. Die Anhänger anderer Religion – Christen, Buddhisten oder die Parteigänger des Religionsstifters Mani – ließ er zeitweise verfolgen. Mani wurde in der Regierungszeit Bahrams I. gefangen genommen und starb im Gefängnis. In den manichäischen Quellen wird Bahram auch als entschiedener Gegner Manis und seiner Lehre beschrieben.
Über außenpolitische Vorgänge, etwa über Konflikte mit Rom oder mit den Stämmen an der Nordostgrenze, ist aus den Quellen für diese Zeit nichts bekannt.